# Polymixis rediens
Polymixis rediens är en fjärilsart som beskrevs av Wagner 1933. Polymixis rediens ingår i släktet Polymixis och familjen nattflyn. Inga underarter finns listade i Catalogue of Life.